# Sant’Ubaldo

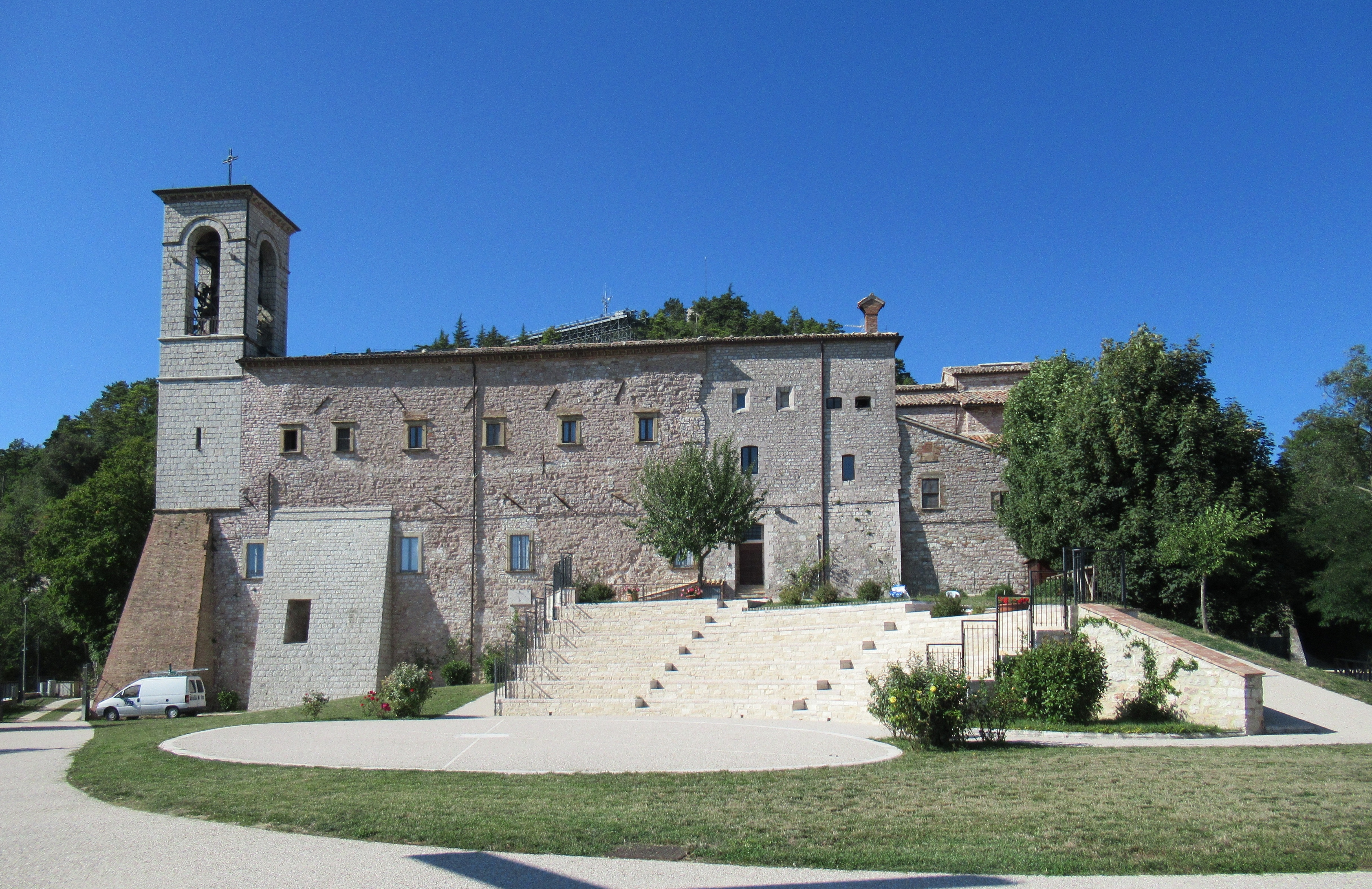
Sant’Ubaldo

Die Basilika Sant’Ubaldo ist eine römisch-katholische Kirche auf dem Monte Ingio oberhalb von Gubbio in der italienischen Region Umbrien. Das Heiligtum des Bistums Gubbio trägt den Titel einer Basilica minor und ist dem hier beigesetzten Stadtpatron Ubald von Gubbio gewidmet. Die heute barocke Kirche wurde Anfang des 16. Jahrhunderts anstelle eines mittelalterlichen Bauwerks errichtet und Anfang des 20. Jahrhunderts in der heutigen Form gestaltet. Sie ist beim Stadtfest mit der Festa dei Ceri Ziel der „Wachskerzenprozession“.

## Geschichte
Die Basilika wurde auf einer bereits bestehenden kleinen Kirche errichtet, die dem heiligen Ubaldo und dem Pieve von San Gervasio und Protasio gewidmet war. Die Arbeiten an dieser begannen 1513 mit Unterstützung der Herzoginnen von Urbino, Elisabetta und Eleonora Gonzaga sowie von Papst Julius II. Die Kirche mit Kloster und Kreuzgang wurde 1627 fertiggestellt und den Augustiner-Chorherren vom Lateran anvertraut, dem der Heilige angehörte.
Ab 1786 wurde die Basilika von Passionisten bis hin zu napoleonischen Unterdrückungen und später von den Frati Minori Riformati betreut.
1919 wurde sie von Papst Benedikt XV. in den Rang einer Basilica minor erhoben. Seit dem 6. Januar 2020 kehrten auf Geheiß des Bischofs von Gubbio Luciano Paolucci Bedini die regelmäßigen Laterankanonier zurück.

## Beschreibung

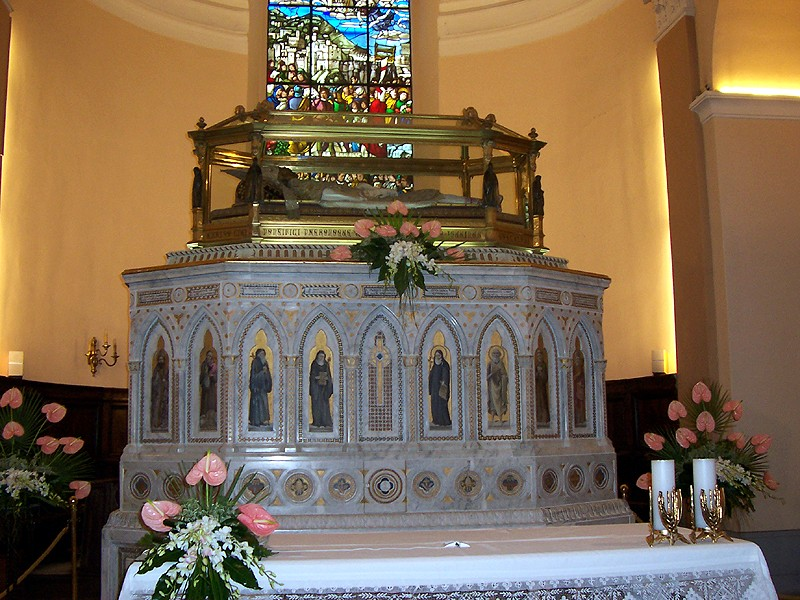
Altar mit Sarkophag von Ubald von Gubbio

Das Äußere der Kirche ist nüchtern; an der Spitze einer breiten Treppe führt ein Portal mit fünf Türen ins Innere. Die fünf Kirchenschiffe und die halbkreisförmige Apsis sind mit einem dem reich verzierten Interieur ausgestattet, geschmückt mit Fresken aus dem 16. und 18. Jahrhundert.
Der Altar ist ein monumentaler, neugotischer Schrein mit dem Glassarkophag, in dem die erhaltenen sterblichen Überreste des im Jahr 1160 verstorbenen Heiligen verwahrt werden. Die Basis ist mit Bildern zum Heiligen und der damit verbundenen Geschichte der Stadt gestaltet. Er wird von der Hinterseite durch die Buntglasfenster von Mossmeyer mit Szenen aus dem Leben des hl. Ubaldo beleuchtet.